# Championnats d'Europe de cyclisme sur route 2004
Navigation
Édition précédente Édition suivante
Les Championnats d'Europe de cyclisme sur route 2004 se sont déroulés du 6 au 8 août 2004, à Otepää en Estonie.

## Compétitions
| Vendredi 6 août - Femmes - moins de 23 ans, 23,1 km - Hommes - moins de 23 ans, 30,5 km | Dimanche 8 août - Femmes - moins de 23 ans, 119,2 km - Hommes - moins de 23 ans, 178,8 km |

## Résultats
| Compétitions             | Or                         | Temps           | Argent                      | Temps  | Bronze                        | Temps  |
| Hommes - moins de 23 ans |                            |                 |                             |        |                               |        |
| Course en ligne          | Kalvis Eisaks Lettonie     | 3 h 57 min 58 s | Tom Veelers Danemark        | + 7 s  | Arturs Ansons Lettonie        | m.t.   |
| Contre-la-montre         | Christian Müller Allemagne | 40 min 04 s     | Janez Brajkovič Slovénie    | + 31 s | Alexey Esin Russie            | + 42 s |
| Femmes - moins de 23 ans |                            |                 |                             |        |                               |        |
| Course en ligne          | Monica Holler Suède        | 3 h 02 min 44 s | Bertine Spijkerman Pays-Bas | m.t.   | Nathalie Tirard Collet France | m.t.   |
| Contre-la-montre         | Tatiana Guderzo Italie     | 33 min 49 s     | Madeleine Sandig Allemagne  | + 56 s | Anna Zugno Italie             | + 57 s |

## Tableau des médailles
| Rang  | Nation    | Or | Argent | Bronze | Total |
| ----- | --------- | -- | ------ | ------ | ----- |
| 1     | Allemagne | 1  | 1      | 0      | 2     |
| 2     | Italie    | 1  | 0      | 1      | 2     |
| 2     | Lettonie  | 1  | 0      | 1      | 2     |
| 4     | Suède     | 1  | 0      | 0      | 1     |
| 5     | Danemark  | 0  | 1      | 0      | 1     |
| 5     | Slovénie  | 0  | 1      | 0      | 1     |
| 5     | Pays-Bas  | 0  | 1      | 0      | 1     |
| 8     | Russie    | 0  | 0      | 1      | 1     |
| 8     | France    | 0  | 0      | 1      | 1     |
| Total | Total     | 4  | 4      | 4      | 12    |